# Сподній Прекар
Сподній Прекар (словен. Spodnji Prekar) — поселення в общині Моравче, Осреднєсловенський регіон, Словенія. 
Висота над рівнем моря: 457,9 м.